# Крістофер Янг
Крістофер Янг (англ. Christopher Young; нар. 28 квітня 1958) — американський композитор, автор музики до багатьох кіно — і телефільмів. Відомий переважно завдяки музичному супроводу до фільмів жахів: «Повсталий з пекла», «Казки з чепчика», «Кошмар на вулиці В'язів 2: Помста Фредді» і «Міські легенди». Також написав музику до фільму «Людина-павук 3: Ворог у віддзеркаленні» і додаткова (Additional) музику до фільму «Людина-павук 2».

## Біографія
Крістофер Янг народився в Ред Бенк, Нью-Джерсі, США. Він закінчив коледж Хемпшира зі ступенем бакалавр мистецтв в області музики, а потім проводив аспірантську роботу в Північно-Техаському державному університеті. У 1980 році він переїхав в Лос-Анджелес. Будучи спочатку джазовим музикантом, під впливом Бернарда Херманна Янг почав писати музику до фільмів.

## Відеоігри
- 2009 The Saboteur

## Нагороди
- Премія «Сатурн» за найкращу музику
  - 1988 номінація — фільм «Повсталий з пекла»
  - 1990 переможець — фільм «Повсталий з пекла 2»
  - 1991 номінація — фільм «Муха 2»
  - 1994 номінація — фільм «Бродяга»
  - 1996 номінація — фільм «Імітатор»
  - 2010 номінація — фільм «Затягни мене в Пекло»